# Sandal Castle

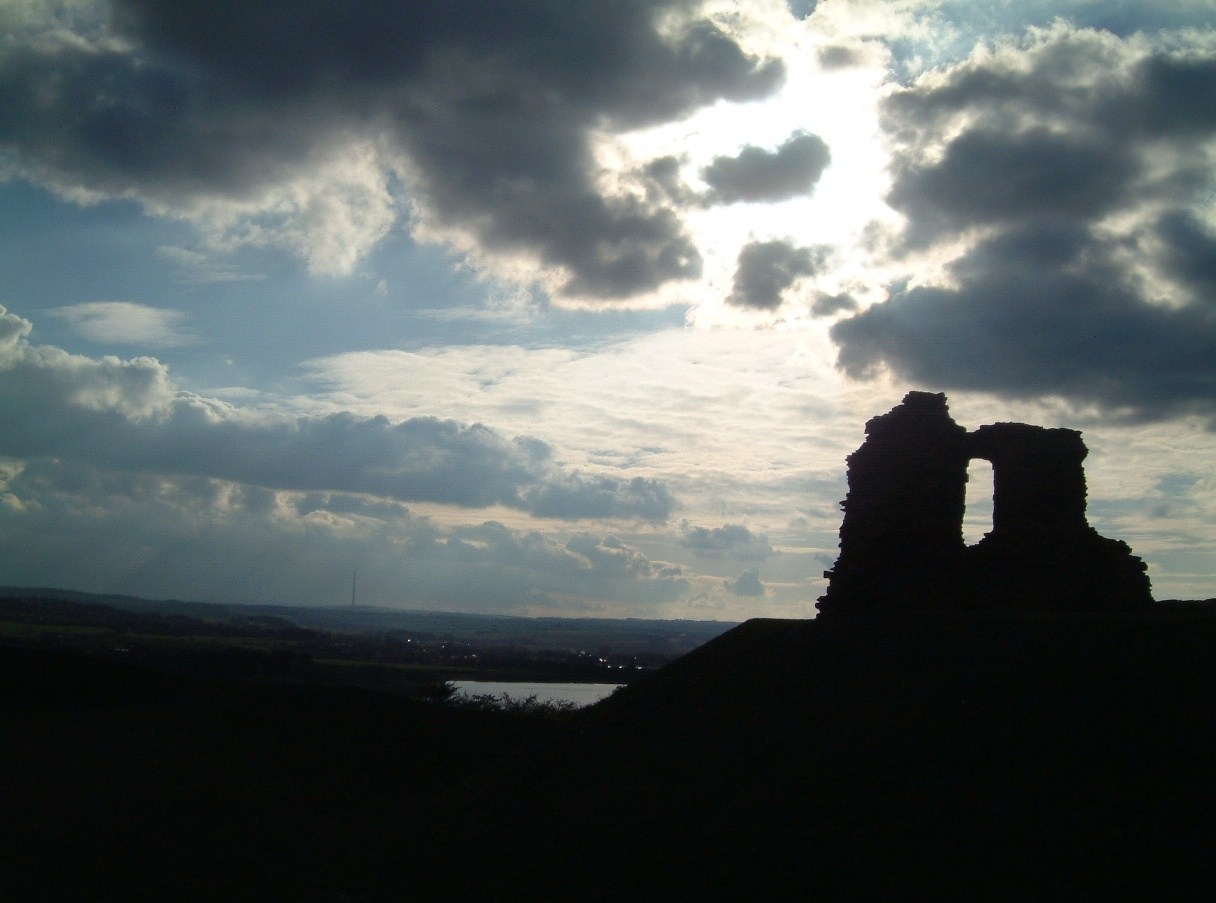
Sandal Castle

Sandal Castle är en ruin nära staden Wakefield i West Yorkshire som ligger över floden River Calder och Pugneys Country Park.  Den ligger nära den plats där slaget vid Wakefield sägs ha ägt rum 1460, vilket ledde till  Rikard, hertig av Yorks död.
Borgen byggdes ursprungligen av normander och det var de Warrens som bodde där först.
Under det Engelska inbördeskriget, var Sandal Castle en rojalistiskt fäste och belägrades åtminstone två gånger av parlamentarisktiska trupper. 
2003 fick Sandal Castle en trägångbro så folk skulle kunna gå upp i borgen utan att orsaka erosion. Syftet var att skydda ruinen, men det har höjts mycket upprörda röster mot att gångvägen har förstört borgens historiska miljö. 
Det finns ett besökscenter omkring 100 meter från borgen.